# Volejbol'nyj klub Gazprom-Jugra
Il Volejbol'nyj Klub Gazprom-Jugra (in russo волейбольный клуб Газпром-Югра?) è un club di pallavolo maschile russo, con sede a Surgut: milita nel campionato russo di Superliga.

## Storia
Il Volejbol'nyj Klub Gazprom-Jugra viene fondato nel 1996 come Volejbol'nyj Klub Gazovik, militando nelle categorie minori del campionato russo. Nella stagione 2002-03 debutta in Superliga, classificandosi al sesto posto. Nel corso degli anni duemila milita sempre in massima serie, ottenendo prevalentemente piazzamenti di metà classifica. Nel 2007 adotta la denominazione attuale e continua a classificarsi a ridosso delle posizioni valide per coppe europee; nel 2009-10 si classifica al settimo posto, ma grazie alla rinuncia della Lokomotiv Novosibirsk partecipa alla Challenge Cup della stagione successiva, dove esce di scena solo ai quarti di finale e contro i futuri vincitori della Lube Macerata.

## Rosa 2014-2015
| N° | Nome               | Ruolo | Data di nascita   | Nazionalità sportiva |
| -- | ------------------ | ----- | ----------------- | -------------------- |
| 1  | Sergej Antipkin    | P     | 28 marzo 1986     | Russia               |
| 3  | Dmitrij Krasikov   | S     | 8 febbraio 1987   | Russia               |
| 4  | Sergej Eršov       | C     | 19 agosto 1993    | Russia               |
| 5  | Ruslan Chanipov    | C     | 29 marzo 1989     | Russia               |
| 6  | Boris Firson       | P     | 21 maggio 1995    | Russia               |
| 7  | Denis Šipot'ko     | S     | 28 febbraio 1985  | Russia               |
| 8  | Aleksandr Čefranov | S     | 14 gennaio 1987   | Russia               |
| 9  | Konstantin Bakun   | S/O   | 15 marzo 1985     | Russia               |
| 10 | Teodor Todorov     | C     | 1º settembre 1989 | Bulgaria             |
| 12 | Aleksej Babešin    | P     | 8 aprile 1983     | Russia               |
| 13 | Vitalij Mosov      | C     | 11 giugno 1983    | Russia               |
| 14 | Akesej Kabešov     | L     | 22 giugno 1991    | Russia               |
| 15 | Todor Aleksiev     | S     | 21 aprile 1983    | Bulgaria             |
| 17 | Anton Gračkov      | P     | 1994              | Russia               |
| 18 | Aleksej Rodičev    | S     | 21 marzo 1988     | Russia               |
| 19 | Sergej Snegirev    | L     | 5 aprile 1988     | Russia               |
| 20 | Aleksandr Gončarov | S     | 25 febbraio 1995  | Russia               |
| 21 | Ivan Vlasenko      |       | 22 gennaio 1996   | Russia               |
| 22 | Andrej Babešin     | L     | 6 aprile 1996     | Russia               |

## Denominazioni precedenti
- 1996-2000: Volejbol'nyj klub Gazovik
- 2000-2007: Volejbol'nyj klub Gazprom